# 川尻善昭
川尻 善昭（かわじり よしあき、1950年11月18日 - ）は、日本のアニメーター、アニメーション監督。神奈川県横浜市出身。横浜高校卒業。
代表作に『妖獣都市』、『獣兵衛忍風帖』、『バンパイアハンターD』など。

## 略歴
幼少時より漫画家を志望し、母親の知人であった漫画家の北野英明が手塚治虫の虫プロダクションに所属していたことから、そのつてで高校を卒業すると虫プロへ入社。虫プロ時代にはテレビアニメ『あしたのジョー』などの動画を担当。出崎統と杉野昭夫の推薦を受け『ムーミン』で正式に原画へ昇格。
1972年、虫プロ出身者によって結成されたアニメ制作会社マッドハウスへ。当初はアニメーターとして同社作品を支え、80年代より『夏への扉』、『浮浪雲』、『ユニコ 魔法の島へ』で画面構成を務める。画面を構成するレイアウトを通じて演出にも進出。1984年のアニメ映画『SF新世紀レンズマン』で初監督。
しかし、本領を発揮したのは3年後の1987年に発表されたOVA『妖獣都市』だった。ハードボイルドタッチ志向の川尻の作風と菊地秀行の原作が合致して高い評価を受け、これが演出家としての川尻の出世作となった。
初監督作の『SF新世紀レンズマン』では当初は絵コンテのみで参加の予定が、諸事情から現場のアニメーターの指揮を任され共同監督に就いた経緯があり、『妖獣都市』が実質的には初監督作品とされることも多い。
日米合作となった『バンパイアハンターD』ではアメリカで先行上映され、DVDが好セールスを記録するなど、海外で好評を博した。
近年も、マッドハウスおよびMAPPA（マッドハウス創設者・丸山正雄が作った会社）を基盤としてアニメーター活動中。『ちはやふる』・『ワンパンマン』などテレビアニメで絵コンテを担当することが多くなっている。

## 作品歴

### 監督・主要作品

#### アニメ映画
- 夏への扉（1981年）（画面構成）
- 浮浪雲（1982年）（画面構成・絵コンテ・原画[1]）
- ユニコ 魔法の島へ（1983年）（画面構成）
- SF新世紀レンズマン（1984年）（監督・キャラクターデザイン・絵コンテ・原画）
- 迷宮物語 「走る男」（1987年）（監督・脚本・キャラクターデザイン・作画監督）
- 妖獣都市（1987年）（監督・作画監督・キャラクターデザイン）
- 風の名はアムネジア（1990年）（監修・脚本）
- 獣兵衛忍風帖（1993年）（監督・原作・脚本・キャラクター原案）
- あずきちゃん ホワイト・バレンタイン♥ 恋のチャンスがやってきた!!（1995年）（キャラクターデザイン）
- バンパイアハンターD（2000年）（監督・脚本・絵コンテ）
- アニマトリックス 「プログラム Program」（2003年）（監督・脚本・絵コンテ）
- アニマトリックス 「ワールド・レコード World Record」（2003年）（原作・脚本・追加原画）
- HIGHLANDER ハイランダー 〜ディレクターズカット版〜（2007年）（監督・絵コンテ・原画）

#### OVA
- 火の鳥・宇宙編（1987年）（監督）
- 魔界都市（1988年）（監督・絵コンテ・キャラクターデザイン）
- MIDNIGHT EYE ゴクウ（1989年）（監督・キャラクターデザイン・作画監督）
- 電脳都市OEDO808（1990年）（監督・キャラクターデザイン）
- ザ・コクピット 「成層圏気流」 （1994年）（監督・脚本・キャラクターデザイン・作画監督・原画）
- バイオ・ハンター（1995年）（監修・脚本・原画）
- 鉄腕バーディー（1996年）（監督・脚本・絵コンテ・原画）
- バットマン ゴッサムナイト「デッドショット」（2008年）※ノンクレジット[2][3]

#### テレビアニメ
- まんが世界昔ばなし（1976-1977年）
  - 美女と野獣（1976年）（作画）
  - うさぎのわるぢえ（1976年）（キャラクター・作画・美術）
  - ジャックとまめの木（1976年）（キャラクター・作画・美術）
  - 動物たちと火（1977年）（キャラクター・作画・美術）
  - いばら姫（1977年）（演出・キャラクター・作画・美術）
  - さるのきも（1977年）（キャラクター・作画）
  - ガリバー旅行記（1977年）（演出・キャラクター・作画・美術・背景）
  - 炎のうま（1977年）（キャラクター・作画・美術・背景）
  - 水の精と少年（1977年）（演出・キャラクター・作画・美術・背景）
  - リア王（1977年）（キャラクター・作画・美術・背景）
- まんが日本昔ばなし （1978年）
  - 大蛇の塔（1978年）（演出・作画・美術）
  - エビの腰はなぜまがったか（1978年）（演出・作画・美術）
  - キツネの化け玉（1978年）（演出・作画・美術）
  - 鬼が笑った話（1978年）（演出・作画・美術）
  - 狩猟の四天王（1982年）（作画）
- ジャングル大帝（1989年）（キャラクターデザイン）
- あずきちゃん（1995年）（キャラクターデザイン）※芦野芳晴との連名
- X -エックス-（2001年）（監督・脚本・絵コンテ）

#### 実写映画
- あずみ2 Death or Love（2005年）（脚本）

### その他参加作品

#### テレビアニメ
- あしたのジョー（1970年）（動画）
- ムーミン（1972年）（原画）
- ど根性ガエル（1972年）（原画）
- ジャングル黒べえ（1973年）（原画）
- エースをねらえ!（1973年）（作画、エンディングイラスト）
- 柔道讃歌（1974年）（作画監督）
- はじめ人間ギャートルズ（1974年）（原画）
- ガンバの冒険（1975年）（原画）
- 大空魔竜ガイキング（1976年）（オープニング原画）
- ジェッターマルス（1977年）（オープニング原画）
- みんなのうた 「星の子ペンキイ」（1978年）（アニメーション）
- アニメーション紀行 マルコ・ポーロの冒険（1979年）（絵コンテ・作画）
- 坊っちゃん（1980年）（原画）
- 忍者ハットリくん（1981年）（絵コンテ）
- レディジョージィ（1983年）（オープニングアニメーション）
- SPAWN スポーン The Animated Series（1997年）（OP監督）
- MASTERキートン（1998年）（脚本・絵コンテ）
- 獣兵衛忍風帖 龍宝玉篇（2003年）（原作・キャラクター原案）
- ごくせん（2004年）（アバン絵コンテ）
- Devil May Cry（2007年）（オープニング原画）
- アイアンマン（2010年）（絵コンテ）
- ウルヴァリン（2011年）（絵コンテ）
- 逆境無頼カイジ 破戒録篇（2011年）（絵コンテ）
- ちはやふる（2011年 - 2012年）（絵コンテ・エンディングアニメーション絵コンテ）
- BTOOOM!（2012年）（絵コンテ）
- ちはやふる2（2013年）（絵コンテ）
- ダイヤのA（2014年）（絵コンテ）
- オーバーロード（2015年）（絵コンテ）
- ワンパンマン（2015年）（絵コンテ）
- 牙狼 -紅蓮ノ月-（2015年）（絵コンテ）
- ねじ巻き精霊戦記 天鏡のアルデラミン（2016年）（絵コンテ）
- ALL OUT!!（2016年）（絵コンテ）
- ACCA13区監察課（2017年）（絵コンテ）
- 神撃のバハムート VIRGIN SOUL（2017年）（絵コンテ）
- マーベル フューチャー・アベンジャーズ（2017年-2018年）（絵コンテ）
- 中間管理録トネガワ（2018年）（絵コンテ）
- マーベル フューチャー・アベンジャーズ シーズン2（2018年）（絵コンテ）
- ブギーポップは笑わない（2019年）（絵コンテ）
- 鬼滅の刃（2019年）（絵コンテ）
- ノー・ガンズ・ライフ（2019年）（絵コンテ）
- 呪術廻戦 （2020年）（絵コンテ）
- Sonny Boy（2021年）（絵コンテ）
- プラチナエンド（2022年）（絵コンテ）
- ハコヅメ〜交番女子の逆襲〜（2022年）（絵コンテ）
- ヴィンランド・サガ（2023年）（絵コンテ）
- TRIGUN STAMPEDE（2023年）（絵コンテ）
- AIの遺電子（2023年）（絵コンテ）
- 葬送のフリーレン（2023年）（絵コンテ）

#### OVA
- ザ・ファイヤー・Gメン（1975年）（原画）
- JUNK BOY（1987年）（スペシャルCM）
- 悪魔の花嫁 蘭の組曲（1988年）（原画）
- 銀河英雄伝説（1988年）（ゲストキャラクターデザイン）
- ロードス島戦記（1990年）（原画）
- 絶愛-1989-（1992年）（絵コンテ）
- BRONZE KOJI NANJO cathexis（1994年）（絵コンテ）
- 幽幻怪社（1994年）（オープニングアニメーション）
- SPACE PIRATE CAPTAIN HERLOCK（2003年）（絵コンテ）
- ブラック・ジャック FINAL（2011年）（原画）
- アイアンマン：ライズ・オブ・テクノヴォア（2013年）（絵コンテ）

#### WEBアニメ
- 無限の住人-IMMORTAL-（2019年）（絵コンテ）

#### アニメ映画
- クレオパトラ（1970年）（動画）
- ユニコ（1981年）（設定協力・原画）
- シリウスの伝説（1981年）（キャラクター作画）
- 幻魔大戦（1983年）（原画）
- はだしのゲン（1983年）（原画）
- カムイの剣（1985年）（原画）
- はだしのゲン2（1986年）（原画）
- 時空の旅人（1986年）（原画）
- 森の伝説（1987年）（原画）
- MEMORIES 「最臭兵器」（1995年）（監修・原画）
- X（1996年）（原画）
- アンネの日記（1995年）（原画）
- 劇場版カードキャプターさくら 封印されたカード（2000年）（絵コンテ・原画）
- メトロポリス（2001年）（レイアウト協力、原画）
- REDLINE（2010年）（第一原画）
- チベット犬物語 〜金色のドージェ〜（2012年）（原画）

#### その他
- 電話の天使、電話の悪魔 電話のマナーは思いやり（1980年）（絵コンテ・アニメーション）
- Satanika(キャラクターデザイン）（アメリカンコミックス・プロモーションアニメ 1997年）
- PARTY7（2000年）（オープニング原画）
- PLUTO パイロット版（2017年）（絵コンテ）[4]

## 書籍
- 絵本 北極のルーコ（汐文社、1989年）
- バンパイアハンターD 絵コンテ集（朝日ソノラマ、2001年）
- PLUS MADHOUSE 02 川尻善昭（キネマ旬報社、2008年7月）